# 袁朗
袁 朗（えん ろう、生没年不詳）は、南朝陳から唐にかけての文人。本貫は陳郡陽夏県。

## 経歴
袁枢の子として生まれた。南朝陳に仕えて秘書郎となり、江総や後主に文才を認められた。太子洗馬・徳教殿学士に累進した。南朝陳が滅亡すると、隋に仕えて尚書儀曹郎となった。
唐の武徳初年、斉王李元吉に仕えて、文学・祠部郎中をつとめた。汝南県男に封じられ、給事中に転じた。貞観初年、死去した。文集14巻を残し、詩4首が現存している。
孫の袁誼がまた知られた。

## 伝記資料
- 『旧唐書』巻190 列伝第140上 文苑上
- 『新唐書』巻201 列伝第126 文芸上